# Norbert Gissel
Norbert Gissel (* 1959) ist ein deutscher Sportpädagoge, Sporthistoriker und Hochschullehrer.

## Leben
Gissel studierte an der Justus-Liebig-Universität Gießen zwischen 1980 und 1985 Sportwissenschaft und Geschichte. Von 1986 bis 1991 war er am Lehrstuhl für Sportdidaktik der Gießener Hochschule als wissenschaftlicher Mitarbeiter und dann von 1991 bis 2011 als Studienrat beziehungsweise Oberstudienrat im Hochschuldienst beschäftigt. 1988 schloss er ebendort seine Doktorarbeit (Titel: „Gründungsgeschichte und Aufbau des Landessportbundes Hessen“) sowie 1994 seine Habilitation (Titel: „Vom Burschenturnen zur Wissenschaft der Körperkultur“) ab. Gissel gehörte 1995 zu den Gewinnern des „Wolfgang-Mittermaier-Preises“, den die Justus-Liebig-Universität Gießen eigener Angabe nach für „herausragende Leistungen“ in der Lehre vergibt. 1999 wurde Gissel an der Universität Gießen zum außerplanmäßigen Professor ernannt. Er führte Lehraufträge an der Philipps-Universität Marburg, der Ruhr-Universität Bochum sowie der Universität Koblenz-Landau aus. In Bochum trat er an der Fakultät für Sportwissenschaft eine Professur im Bereich Sportpädagogik und Sportdidaktik an.
Bei der Deutschen Vereinigung für Sportwissenschaft (DVS), deren Mitglied er 1986 wurde, gehörte er von 1999 bis 2003 dem Vorstand an. Bereits von 1995 bis 1999 saß er im Vorstand der DVS-Sektion für Sportgeschichte.
Zu Gissels Schwerpunktthemen gehören der Sportunterricht und Sportgeschichte. In letzterem Bereich befasste er sich unter anderem mit der Geschichte des Turnens in der Stadt Gießen, des Weiteren trug er zum „Handbuch Sportgeschichte“ bei und verfasste für das Werk gemeinsam mit Michael Krüger und Hans Langenfeld das Kapitel „Grundlagen und Methoden sporthistorischer Forschung“.